# 小行星6421
小行星6421（英語：6421）是一颗围绕太阳公转的小行星。1993年12月6日，上田清二、金田宏在钏路市发现了此天体。
这颗小行星的绝对星等为267.94756等。